# (10224) Hisashi
(10224) Hisashi est un astéroïde de la ceinture principale.

## Description
(10224) Hisashi est un astéroïde de la ceinture principale. Il fut découvert le 26 octobre 1997 à Chichibu par Naoto Satō. Il présente une orbite caractérisée par un demi-grand axe de 2,43 UA, une excentricité de 0,17 et une inclinaison de 3,4° par rapport à l'écliptique.